# Różyniec
Różyniec (alemán: Rosentahl) es una localidad del distrito de Bolesławiec, en el voivodato de Baja Silesia (Polonia). Se encuentra en el suroeste del país, dentro del término municipal de Gromadka, a unos 6 km al suroeste de la localidad homónima y sede del gobierno municipal, a unos 12 al nordeste de Bolesławiec, la capital del distrito, y a unos 95 al oeste de Breslavia, la capital del voivodato. En 2011, según el censo realizado por la Oficina Central de Estadística polaca, su población era de 399 habitantes. Różyniec perteneció a Alemania hasta 1945.

## Historia
El nombre del pueblo se menciona por primera vez en 1305 como Rosinthal. A lo largo de los años, el nombre del pueblo cambió varias veces, pero el nombre polaco moderno del pueblo es finalmente Różyniec. Los orígenes del pueblo se remontan a la colonización eslava de los siglos XI y XII. Volvió a poblarse en el siglo XIII, cuando llegaron colonos del oeste. Hasta la fecha, sin embargo, sabemos relativamente poco sobre la historia del pueblo. Sólo se pueden mencionar algunas fechas que recuerdan acontecimientos importantes para el pueblo. En 1760 se fundó la primera escuela evangélica. Anteriormente, la educación se impartía en la granja del propietario del Chalet Baumann. Sin embargo, la fecha más trágica en relación con Różyniec fue el 23 y 24 de julio de 1815, cuando todo el pueblo de Różyniec, incluida la escuela, se incendió. Sin embargo, la escuela fue reconstruida menos de un año después.

## Monumentos
En Rozyniec sólo hay tres monumentos:
- antiguos caseríos, el más interesante de los cuales es el número 76 y contiene edificios de finales del siglo XVIII.
- Una iglesia muy modesta rodeada de un patio vacío de hierba y una valla de madera. El edificio está ahora cubierto de tejas grises nuevas. Tiene una interesante torre -originalmente cúbica, luego convertida en prisma con base poligonal regular- rematada por un sencillo casco. Bajo la galería, protegida por una balaustrada metálica, hay cinco ventanas altas, estrechas y arqueadas. Ventanas mucho más grandes, de diseño similar, están acristaladas con vidrios de colores y dispuestas en forma de cruz, enmarcadas por un borde monocolor. Permiten la entrada de luz natural en el santuario.
- Esta capilla está situada junto a la carretera principal, en el centro del pueblo. Es un antiguo monumento conmemorativo de la guerra de 1870-1871.